# Augustin Buzura

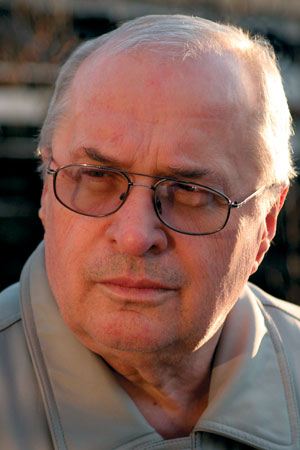

Augustin Buzura, född den 22 september 1938 i Berința, död den 10 juli 2017 i Bukarest, var en rumänsk prosaförfattare, kulturskribent, manusförfattare och essäist. Buzura har en bakgrund inom psykiatrin, vilket framgår i romanerna där utforskandet av människans medvetande är genomgående. Han har skrivit åtta romaner, en novellsamling samt en samling kortprosa. De flesta har översatts till franska och engelska. Till svenska har Askans väg (1988, på svenska 2002) givits ut.
Buzura sitter i den Rumänska akademin och är populär i sitt hemland - vilket han var även under Nicolae Ceaușescus regim trots att han blev censurerad.